# Медведевская (Шенкурский район)
Медведевская — деревня в Шенкурском районе Архангельской области. Входит в состав муниципального образования «Никольское».

## География
Деревня расположена в южной части Архангельской области, в таёжной зоне, в пределах северной части Русской равнины, в 9,5 километрах на запад от города Шенкурска, на берегу Еропульского озера. Ближайшие населённые пункты: на севере деревня Никольский Погост, на востоке деревня Кузьминская, на юго-востоке деревня Бараковская, на западе деревня Якуровская.
Часовой пояс
Медведевская, как и вся Архангельская область, находится в часовой зоне МСК (московское время). Смещение применяемого времени относительно UTC составляет +3:00.

## Население
| 2002 | 2010 | 2012 |
| ---- | ---- | ---- |
| 7    | ↘2   | →2   |

## История
В «Списке населенных мест Архангельской губернии к 1905 году» деревня Медведевская (Запольки) насчитывает 7 дворов, 26 мужчин и 17 женщин. В административном отношении деревня входила в состав Володимировского сельского общества Великониколаевской волости.
На 1 мая 1922 года в поселении 7 дворов, 15 мужчин и 17 женщин.